# Coscinia libyssa
Coscinia libyssa är en fjärilsart som beskrevs av Rudolf Püngeler 1907. Coscinia libyssa ingår i släktet Coscinia och familjen björnspinnare. Inga underarter finns listade i Catalogue of Life.